# 荨麻叶龙头草
荨麻叶龙头草（学名：Meehania urticifolia）为唇形科龙头草属下的一个种。

## 扩展阅读
- 維基物種上的相關：荨麻叶龙头草